# Anne Stafford

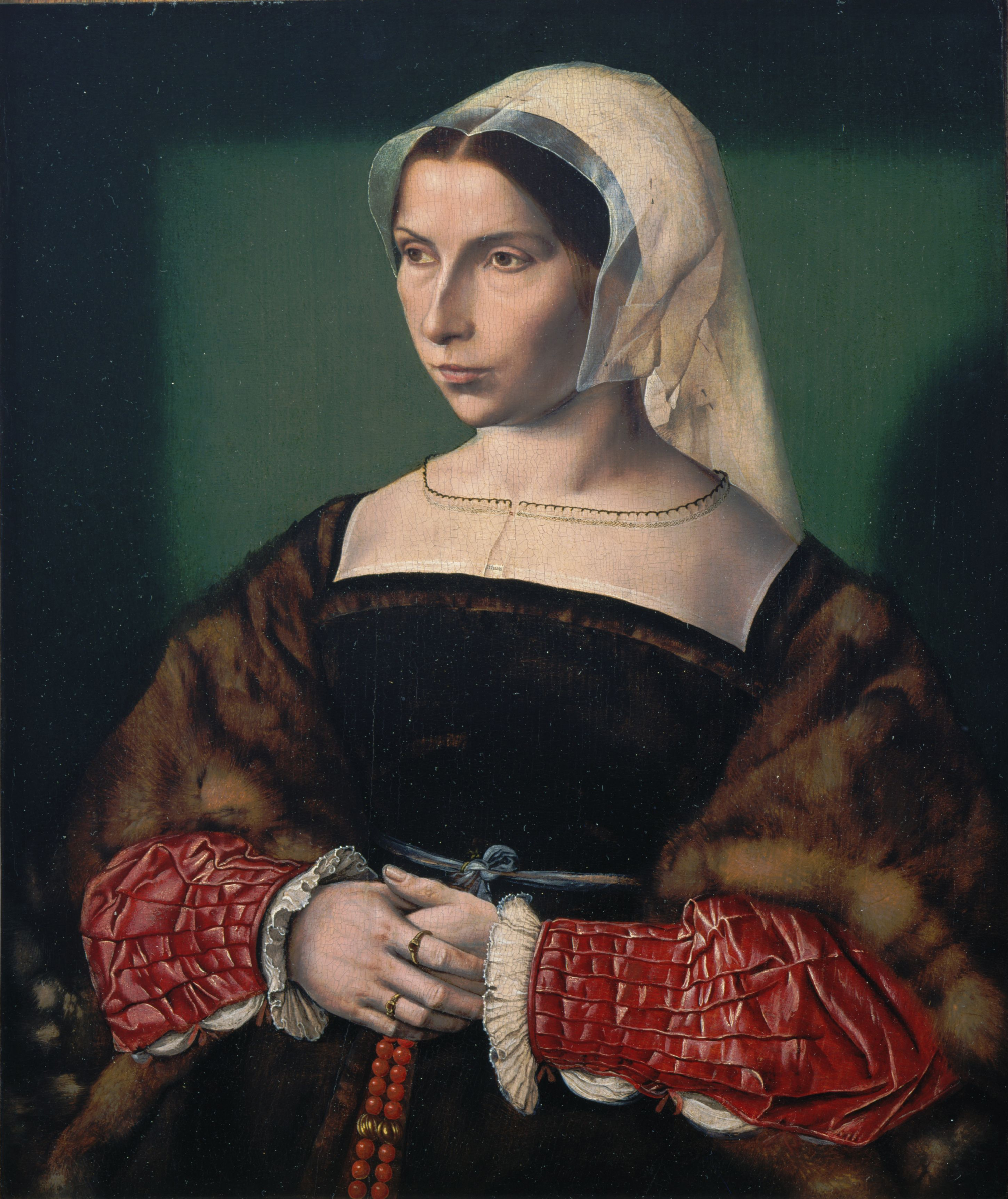
Anne Stafford

Anne Stafford (Ashby-de-la-Zouch, 1483 – 1544) è stata una nobile inglese.

## Biografia
Era figlia di Henry Stafford, II duca di Buckingham e di Catherine Woodville, sorella della regina Elisabetta Woodville.
Suo padre venne giustiziato per ordine di Riccardo III d'Inghilterra il 2 novembre 1483. Sua madre si risposò con Jasper Tudor, nato dal secondo matrimonio della regina Caterina di Valois con Owen Tudor.
Dopo la morte di Tudor il 21 dicembre 1495, Catherine sposò Sir Richard Wingfield.
Il primo marito di Anne fu Sir Walter Herbert, un figlio illegittimo di William Herbert, I conte di Pembroke.
Anne portò in dote al marito il castello di Raglan nel Galles. Quando Herbert morì nel 1507 Anne aveva 20 anni e andò a vivere nella residenza di suo fratello Edward Stafford, III duca di Buckingham a Thornbury fino a quando si risposò.
Il secondo marito fu George Hastings che sposò nel 1509. La coppia ebbe otto figli:
- Francis Hastings, II conte di Huntingdon, che sposò Katherine Pole figlia di Henry Pole, I barone Montagu;
- Sir Thomas Hastings, che sposò Winifred Pole, altra figlia di Henry Pole;
- Edward Hastings, I barone Hastings di Loughborough;
- Henry Hastings;
- William Hastings;
- Dorothy Hastings, che sposò Sir Richard Devereux figlio di Walter Devereux, I visconte Hereford e Mary Grey;
- Mary Hastings, che sposò Thomas Berkeley, VI barone Berkeley;
- Katherine Hastings.

Nel 1510 Anne fu al centro di uno scandalo quando suo fratello il duca, dopo aver saputo dicerie sul conto di Anne e Sir William Compton, trovò Compton in camera di Anne. Compton fu costretto a prendere i voti per provare che lui ed Anne non avevano commesso adulterio. Il marito di Anne invece mandò la moglie in convento a 60 miglia di distanza dalla corte.
Tuttavia nel 1523 Compton prese la decisione di lasciare in eredità ad Anne loe proprie terre in testamento.
Nonostante questo scandalo, i rapporti tra i coniugi furono stretti e affettuosi, come dimostrano le lettere scritte dal conte ad Anne nel 1525.
Altri pettegolezzi inerenti Anne riguardarono il legame stretto tra la dama ed Enrico VIII d'Inghilterra al tempo in cui la regina Caterina d'Aragona ebbe un aborto nel 1510.